# Michael Bishop
Michael Lawson Bishop (Lincoln (Nebraska), 12 de noviembre de 1945-13 de noviembre de 2023) fue un escritor de ciencia ficción estadounidense, ganador de varios premios literarios. A lo largo de cuatro décadas y unos treinta libros, ha creado un cuerpo de trabajos que permanecen entre los más admirados en la literatura de ciencia ficción y fantasía modernas.
Bishop ha sido premiado con el Premio Nébula a la mejor novela, en 1982 por Sólo un enemigo: el tiempo, y con el Premio Nébula al mejor relato en 1981 por La vivificación. También recibió cuatro premios Locus y su obra ha sido nominada para varios premios Hugo. En julio de 2009 La pila recibió el premio Shirley Jackson por el mejor relato de 2008.
En 1993 20th Century Fox seleccionó a su novela Jugadas decisivas para una película, y adquirió los derechos en 1995.

## Biografía
Michael Bishop es el hijo de Leotis (Lee) Bishop, nacido en 1920 en Fry's Mill, Arkansas y Maxine (Mac) Elaine Matison (nacida en 1920 en Ashland (Nebraska). Sus padres se conocieron en el verano de 1942, cuando su padre, recientemente alistado en la fuerza aérea, tuvo destino en Lincoln, Nebraska. La niñez de Bishop fue la infancia errante de un hijo de militar: asistió al jardín de infantes en Tokio, y pasó sus años de escuela superior en Sevilla. Sus padres se divorciaron en 1951, y Bishop pasó los veranos dondequiera que estuviera destinado su padre.
Bishop ingresó a la Universidad de Georgia en 1963, recibiendo su grado de bachiller en 1967, antes de obtener un doctorado en idioma inglés. En 1969 contrajo matrimonio con Jeri Ellis Whitaker de Columbus (Georgia). Enseñó inglés , incluyendo un curso de ciencia ficción, en la escuela preparatoria de la Academia de la Fuerza Aérea estadounidense en Colorado Springs entre 1968 y 1972. Luego dio clases de composición y literatura inglesa en la Universidad de Georgia en Athens. Su hijo, Jamie Bishop nació en 1971, y su hija Stephanie en 1973. Bishop dejó la docencia en 1974 para ser escritor de tiempo completo. En los años de escritor independiente, trabajó ocasionalmente como maestro suplente en las escuelas públicas, y como apoyo del periódico Ledger-Enquirer en Columbus.
En 1966 Bishop pasó a ser escritor residente en el colegio LaGrange, ubicado cerca de su hogar en Pine Mountains, Georgia.
El y Jeri, consejera en la escuela elemental Rosemont, tienen dos nietos, Annabel y Joel, de su hija Stephanie. El 16 de abril de 2007 su hijo Jamie, profesor de alemán y de tecnología de la información, fue una de las víctimas de la masacre de Virginia Tech.

## Obra
Ha editado siete antologías, incluyendo las ganadoras del premio Locus «Años luminosos y oscuridad» y «Encuentro de siglos: veinticinco cuentos imaginativos sobre Cristo» publicadas por Mouth Press en 2007. Su última antología, «Pasajeros de la humanidad» fue editado en colaboración con Steven Utley y publicado por PS Publishing en 2009.
Además de la ficción, Bichop ha publicado poesía (desarrollada en dos colecciones), y ganó en 1979 el premio Rhysling por su poema «Para la dama de un físico». También ha escrito ensayos y críticas publicadas en numerosos periódicos y revistas, incluyendo el New York Times, el Washington Post, el Atlanta Journal-Constitution, el Columbus Ledger-Enquirer, Omni Magazine, y el New York Review of Science Fiction. En 2005 PS Publishing publicó una colección de sus obras de no ficción bajo el título Un ensueño para el señor Ray.
Junto al escritor británico Ian Watson colaboró en una novela ambientada en un universo tomado de los primeros trabajos de Bishop. También escribió dos novelas de misterio con Paul Di Filippo, bajo el seudónimo conjunto de Philip Lawson. En junio de 2009 se publicó, por otro lado, el relato «La tranquila ciudad como la muerte», escrito en colaboración con Steven Utley.
Escribió introducciones de libros de Philip K. Dick, Theodore Sturgeon, James Tiptree, Jr., Pamela Sargent, Gardner Dozois, Lucius Shepard, Mary Shelley, Andy Duncan, Paul Di Filippo, Bruce Holland Rogers, y Rhys Hughes.
Fue nombrado invitado de honor en docenas de convenciones de ciencia ficción, incluyendo la DeepSouthCon de 1977, la Philcon de 1978, la Readercon de 1992, la World Fantasy Convention de 1992, la World Horror Convention de 1999, la Norwescon de 2005, la conferencia de la Science Fiction Research Association de 2009, e invitado especial de la ArmadilloCon de 2010. También ha sido organizador de las tres conferencias Slipstreaming in the Arts entre 1997 y 2001. En 2001 recibió un doctorado honoris causa en humanidades por parte del LaGrange College.

## Resumen de la carrera

### Primeros trabajos
La primera publicación profesional de Bishop fue el relato corto «Piñon Fall» en Galaxy Science Fiction (1970). Fue pronto seguida por «Si una flor pudiera eclipsar» (If a Flower Could Eclipse), el primer relato en la secuencia UrNu, que constituye la única serie de relatos relacionados en la obra de Bishop). Mientras que las revistas Galaxy Science Fiction e If publicaban sus escritos, la Magazine of Fantasy and Science Fiction se convirtió en el medio para publicar sus relatos de fantasía y horror levemente desfasados. Esta época temprana es también notoria por algunas novelas de alto perfil: en 1973 Muerte y dominación entre los Asadi y Las blancas nutrias de la niñez aparecieron entre las primeras nominaciones para los premios Hugo y Nébula. En 1974 la novela gonzo «En la calle de las Sierpes» (que incluía un personaje llamado Michael Bishop) se publicó por primera vez en una antología de obras originales. Esto llevó a un contrato para su primera novela con Ballantine Books, el editor de antologías.

### Novelas antropológicas
Seis de las primeras ocho novelas de Bishop están ambientadas en otros mundos (las otras dos son parte de la serie UrNU). El crítico y escritor John Clute escribió que «sus primeros relatos y novelas despliegan una complejidad intelectual considerable, y no elude las implicaciones pesimistas de su tratamiento antropológico de alienígenas y ambientes alienantes...» En su principal ensayo sobre estas primeras novelas, el escritor Ian Watson escribió: «Michael Bishop es al mismo tiempo un exoticista y un moralista. A veces es culpable, en el primer aspecto, de ciertas sobreescrituras, subrayando lugares exóticos con dicciones exóticas, aunque ambas características se integran más orgánicamente al avanzar su obra; y en el segundo aspecto, lo que uno puede llamar una actitud súper escrupulosa por parte de sus personajes y las actitudes de ellos que se perciben. esto, sin embargo, es meramente la consecuencia de la aspiración y la conciencias: y cuanto más ha aparecido en el trabajo de Bishop, más ha crecido su reputación , mostrando una mecla más coherente entre visión exótica, ética y estilo.»

#### Un funeral para los ojos de fuego
Cuando Ballantine Books publicó la primera novela de Bishop en 1975, Un funeral para los ojos de fuego, los críticos Alexei y Cory Panshin escribieron que la obra «muestra un interés en lo antropológico comparable a Ursula K. Le Guin y un sentido de lo alienígena similar a James Tiptree, Jr. , pero éste es un trabajo individual; sólo Bishop y nadie más. Es una novela imperfecta, un espejo de varios colores, en todas partes refleja brillo, o todo el mundo nublado. Lleva la mirada hacia el interior, y en última instancia, no revela nada claro. Aun así, es la novela más impresionante que hemos visto hasta ahora en los años setenta». Siguen diciendo que «Bishop es uno de la nueva y rara raza de escritores de ciencia ficción que intenta producir arte sin abandonar el vigor pulp que es la fuerza permanente de la ciencia ficción.» Esta novela fue nominada para un premio Nébula en 1975.

#### Y extraño en Ecbátana los árboles
Las segunda novela de Bishop, y primera publicación en tapas duras, toma su título del poema de Archibald MacLeish Tú, Andrew Marvell. Publicada por Harper & Row en 1976, está ambientada en el mismo lejano futuro de la novela nominada para los premios Hugo y Nébula Las blancas nutrias de la niñez. Hay dos razas sobrevivientes, ambas modificadas genéticamente por una tercera, los Perfectos, que también manipulan la continua lucha entre ellos. Richard A. Lupoff elogió calurosamente la obra, llamándola «una excéntrica y lograda actuación, impresionante y admirable. . . un libro delicioso, un nuevo tratamiento de un tema algo familiar, pero desarrollado en una forma extraña y narrado con delicadeza tal que luego del impresionante lenguaje poco importa de que trata el libro». El crítico Keith L. Justice escribió que si «Bishop nunca publicara otra palabra de ficción, debería igual ser considerado un hito en el desarrollo de los escritores contemporáneos del género como Le Guin, Tiptree, y Bishop está desarrollando una generación entera de artistas».

#### Caras robadas
En Caras robadas, publicada por Harper & Row en 1977, un comisionado recientemente degradado ha sido reasignado a una colonia planetaria para gobernar un complejo donde se aísla a enfermos que sufren una enfermedad similar a la lepra. Ian Watson ha dicho que «la novela es sobre el engaño, el enmascaramiento y el descubrimiento de la propia verdad ... una historia dura, helada, en contraste con Y extraño en Ecbátana los árboles, donde el terreno puede ser duro, pero hay una elegancia de modales en el tono de voz; este es un cuento ejecutado en un estilo de argot-ritual». Por su parte el crítico Richard Delap escribió; «hay una abundancia de elementos explotables en el relato de Bishop, así que es maravilloso ver cómo el autor los mantiene bajo estricto control, siempre con un sentido visual muy profundo, pero también con un estilo literario que dice más por implicación que por la descripción directa. La escritura misma está hecha con una precisión que se hace evidente sólo cuando la novela avanza».

#### Transfiguraciones
La novela «Muerte y dominación entre los Asadi», nominada para los premios Hugo y Nébula, constituye la primera parte de «Transfiguraciones», publicada en 1979 por Berkley Putnam. La trama continúa cuando la hija del antropólogo que estudió a los Asadi, una especie de homínidos del planeta Bosk'Veld, investiga su desaparición. En el periódico Foundation, John Clute escribe que la novela es «una fiebre de explicaciones. Hipótesis sobre hipótesis, dado que más y más datos se agregan a las observaciones originales, y la mayor parte de la construcción resultante está bellamente realizada, casi alucinante si eso es posible. Pero por supuesto tales explicaciones nunca son suficientes -y el tacto intelectual de Bishop que hace casi, pero no del todo coincidir con los datos que pueden hacer transparente la trama- es quizá la mayor fortaleza de esta novela extremadamente densa y cuidadosa». El legendario escritor de ciencia ficción Theodore Sturgeon dijo que «Transfiguraciones de Michael Bishop es compleja, cuidadosamente pensada y la más irresistible que encontrará jamás donde sea.» Transfiguraciones fue nominada para el premio de la British Science Fiction Association en 1980.

#### Ojos de fuego
En 1980 el editor David Hartwell le dio a Bishop la inusual oportunidad de reescribir su primera novela. Esta versión completamente revisada (o, según la ha llamado el mismo autor, re-imaginada)) fue publicada por Pocket Books bajo el título Eyes of Fire (Ojos de fuego). En la introducción a la edición inglesa en tapas duras, Bishop escribió «...todavía siento afecto por la versión original de la novela, su narrador inexperto, y algunas de las imágenes y metáforas sabrosas con las que sazono el texto. Pero también reconozco la torpeza de los dedos y la inmadurez de esa versión inicial». Muy pocas publicaciones, la mayoría fanzines tomaron nota de la nueva versión para comentarla. Pocket Books incluso utilizó la portada de la primera edición. En uno de los escasos comentarios Robert Frazier dijo: «en casi todos los detalles, Ojos de fuego está hecha artesanalmente de forma inteligente ... No es el tipo de ciencia ficción que empuja a las alturas de maravilla. En cambio, es un reflejo de sondeo, molestar, mover a la humanidad ... la habilidad de Bishop se encuentra en las cañerías y las profundidades, y su herramienta básica es un vidrio de doble sentido. [Otras novelas de este año] tendrán que ir muy lejos para superar este esfuerzo».

#### Bajo el puente del cielo
Cuando el escritor britgánico Ian Watson leyó Poco conocimiento (1977), quedó tan fascinado con los alienígenas Cygnusianos que escribió a Bishop consultándole si tenía planes para hacer un relato sobre el planeta de tales alienígenas. Así comenzó lo que Bishop llamaba «la primera colaboración transatlántica en ciencia ficción» , mediante correspondencia remitida por correo. Aunque se lo clasifica a veces como el tercer libro de la serie, no es propiamente parte de la secuencia UrNu. En esta novela, publicada en el Reino Unido por Gollancz (1981) y en Estados Unidos por Ace Books (1982), una lingüista japonesa, miembro de la tripulación de la nave estelar Puente del cielo, llega al planeta natal de los Kybers (llamados así por estar constituidos de carne y metal) . Pronto se da cuenta de que el planeta está próximo a convertirse en nova. Brian Stableford escribe que la novela, comparada con otras colaboraciones recientes en ciencia ficción, «parece caer por debajo del estándar establecido por cualquiera de los dos autores» Concluye que «el libro merece ser leído, pero no es algo destacable para ninguno de ambos». Esta es la última novela larga de Bishop ambientada en otros mundos.

### Secuencia Núcleo urbano (UrNu)
Con Si una flor pudiera eclipsar (1970), su segunda obra publicada, Bishop inició una serie de relatos ambientados en el núcleo urbano de Atlanta, una de varias ciudades bajo cúpula en el futuro. En la siguiente década escribiría siete relatos de longitud variada y una novela que encaja en la cronología de un siglo. Algunos de los relatos aparecieron primero en series de antología de prestigio como Orbit de Damon Knight y Universe de Terry Carr. Cuatro de los relatos fueron seleccionados para antologías de mejores relatos del año. Según la web del autor, Un funeral para los ojos de fuego y Bajo el puente del cielo están solo tangecialmente conectadas con la serie, y no forman parte de la secuencia propiamente dicha.

#### Poco conocimiento
El único trabajo con longitud de novela dentro de la serie UrNu, Poco conocimiento fue publicado en 1977 por Berkley Putnam. Cronológicamente, sus eventos encajan justo antes del último relato de la serie, Ensayos de muerte.Los alienígenas Cygnusianos que aparecen por primera vez en la novela Alianzas han sido traído dentro de la ciudad-cúpula de Atlanta, causando un gran revuelo cuando uno de ellos se convierte a la religión patrocinada por el estado. Mary S. Weinkauf escribe al respecto: «es un libro hecho inteligentemente, con muchos elementos de la ciencia ficción que yo previamente admiraba, aunque se manipulan muchas coincidencias contradictorias y deja al final varias preguntas sin contestar.... es para pensar largamente luego de leerlo». Richard Delap dice que «los personajes fluyen a través de ese laberinto de cambios, como si estuvieran impulsados por la actividad social y política de ese mundo futuro, en vez de porque el autor pretenda llegar a una determinada conclusión. Es una animada, provocativa novela que ejercitará su mente».

#### Años de catacumba
Todos los relatos de Bishop previamente publicados en la secuencia UrNu, junto con una nueva novela Ensayo general, están contenidos en Años de Catacumba, fixup publicado en 1979 por Berkley Putnam. Bishop también escribió nuevo material para relacionar los relatos, y provee una cronología. Los comentarios de Spider Robinson sobre la estructura de la obra fueron: «Es evidente que Bishop intentó que la ciudad-cúpula fuera una metáfora de alguna otra cosa, lo que probablemente fue útil en alguna novela corta, donde participar de una historia emocionalmente puede disimular una premisa débil. Pero la novela no tiene continuidad emocional ... Hay algunas historias maravillosas en este libro, y una magnífica El Samurái y los sauces, pero se arruinaron por contexto que expone sus peores debilidades». Robert Frazier está en fuerte desacuerdo: «Años de catacumba no es una escultura en bruto con las costuras visibles y soldaduras débiles, sino que es un pulido rompecabezas al estilo de Miguel Berrocal». La escritora Elizabeth Lynn estuvo igualmente impresionada: «Bishop toma sus increíblemente diversos elementos de la trama ... y los teje en un brillante tapiz casi sin fisuras ... El material, para aquellos que han leído las partes a medida que se publicaban ... será familiar y amigable. Sin embargo, contrapuestos entre sí adquieren un nuevo significado y un nuevo brillo. La habilidad de Bishop en la caracterización es impresionante, como es su habilidad para hacer malabarismos con su elenco y sus numerosas tramas secundarias».

### Últimas novelas

#### Sólo un enemigo: el tiempo
La novela de Bishop aclamada por la crítica y ganadora del premio Nébula fue publicada en 1982 por Simon & Schuster bajo la dirección editorial de David Hartwell e impresa por Timescape. John Clute escribió que «la obra intensifica el movimiento de la imaginaci{on de Bishop a un hábitat local, y por primera vez introduce un protagonista de suficiente complejidad racial y mental para sobrellevar un relato encerrado en lo particular y perseguido por lo exótico». En esta sofisticada apelación al relato tradicional de viaje en el tiempo, un afroamericano contemporáneo es reclutado por los militares por su especial habilidad para «soñarse» en el pleistoceno, donde se relaciona con una tribu de homo habilis.Thomas Disch dice: «Bishop est{a decidido a escribir sobre la bondad humana sin tener que recurrir a las simulaciones heroicas de las fórmulas de los relatos de aventuras. No hay villanos en el libro, siquiera entre los homo habilis. El absorbente drama central del libro es el creciente amor del héroe por la homínido, Helen. El tema que se avecina tras esta historia de amor es algo mucho más amplio; el desarrollo a través de toda la historia de la familia humana, una frase que aparece cuando la novela está llegando a su final, sin piedad, pero con todo el conocimiento de una dramática afirmación». En una de las pocas críticas ambiguas, Tom Easton escribe que «Kampa (el protagonista) es el único personaje que viene vivo. Todos los otros son rígidos. Algunos son completas caricaturas. El libro no es impecable, pero sobre todo es un placer leerlo...su tratamiento antropológico es tan efectivo que las pocas fallas se pasan por alto fácilmente». El editor y crítico David Pringle escribió que «la novela se narra en una manera extraña, individual, inquisitiva y secamente humorística... los detalles paleoantropológicos están imaginados magníficamente, los paisajes africanos bellamente descriptos, si bien el efecto final es frío, distante.... la prosa de Michael Bishop es culta, ingeniosa, latinizada, aunque mechada con coloquialismos puestos deliberadamente y bromas sutiles. Este libro es la obra de un serio y talentoso escritor». Además de ganar el premio Nébula, la novela fue nominada para el premio John W. Campbell y el premio de la ciencia ficción británica.

#### ¿Quien hizo a Stevie Crye?
Luego de su novela de ciencia ficción ganadora de premios, Bishop escribió una novela contemporánea ambientada en el sur rural. Mary Stevenson ("Stevie") Crye es una joven viuda con dos niños luchando para mantener a su familia como escritora independiente. Su máquina de escribir ha comenzado a funcionar, transcribiendo automáticamente sus pesadillas y su futuro. La única edición norteamericana de la novela se publicó en 1984 por la muy especializada editorial Arkham House bajo la dirección de Jim Turner. Esta original edición, así como la edición británica, fue ilustrada fotográficamente por J.K.Potter. Cuando David Pringle la eligió para incluirla en su libro Fantasía moderna: las cien mejores novelas, describió a la obra como «una metaficción lúdica sobre lo real y lo ficticio, sobre el escritor y su creación...» y concluyó que «la novela es una historia apasionante e inteligente de lo sobrenatural por un autor que es experto en evitar la mayoría de los clichés del género de terror». En su ambigua crítica de la novela, Joe Sanders escribió que «...algunas veces vívida, otras veces prosaica, a veces comprometida pero a menudo desafectada, esta es una novela que no gustará por casualidad. Incluso cuando parece producida para consumo masivo, realmente nos está llevando a algo más inquietante y divertido que lo que podemos cómodamente imaginar. Así que es lo suficientemente impresionante como para ser incómodamente recomendada».
El editor de Sanders, Robert A. Collins, lo reprende con una nota al pie: «No haga caso del malestar de Sanders, que obviamente se debe a su dificultad para definir el género del libro; Stevie Crye es un libro maravilloso que trasciende el género, como todo lo mejor que Bishop hace.» El escritor Ian Watson escribe por su parte; «he aquí un caleidoscopio humano y embustero couestionando al género y al mercado, la ficción y también la realidad -aún exquisitamente sazonado con realidad humana- y entregando la frialdad espeluznante de lo oculto y de lo ilícito, cuajando la sangre pero también calentando el corazón».

#### Anciano de días
La novela de Bishop de 1983, ganadora del premio Locus «Su marido homínido» forma el primer tercio de Anciano de días, publicado en 1985 por Arbor House. Es la historia de Adán, uno de los últimos Homo habilis supervivientes, que es descubierto en Georgia contemporánea. En esta compañera temática de Sólo un enemigo: el tiempo, con casi un concepto inverso, Bishop aborda cuestiones de prejuicio racial y cultural, y explora el tema de qu{e significa ser humano. El crítico de Locus Debbie Notki dijo sobre esta obra «...esta es una ciencia ficción tan precisa y bien pensada que se lee como historia, aunque poca historia está tan bien escrita, o desarrolla con tanto cuidado sus personajes». Bernard Goodman de Fantasy Review cree que «la temática de Bishop sobre la maldad inherente a la humanidad recuerda a William Golding», y que la novela en algunos aspectos es un paralelo de El señor de las moscas. Anciano de días fue nominada para el premio Arthur C. Clarke en 1988.

#### Desgraciadamente, Philip K. Dick ha muerto
Publicado originalmente como La ascensión secreta por Tor Books en 1987, pero en lo sucesivo reimpresa con el título preferido por el autor, este trabajo es un homenaje al escritor Philip K. Dick, un pastiche de su estilo que incluye como personaje un sosías de Dick en un universo paralelo. La novela se ambienta en un mundo en el que Richard Milrose Nixon, en su cuarto turno como presidente, tiene inmenso poder sobre los Estados Unidos y la obra de Philip K. Dick permanece inédita, distribuida clandestinamente como samizdat, mientras que los libros de ficción realista son los únicos aceptados como obras maestras. El escritor y crítico Orson Scott Card dice que «el clímax no es sólo una epifanía hacia el interior de un personaje ... El mundo cambia en maravillosas formas extrañas, y el público puede leer el libro con pasión, con los dedos sudorosos, deseosos de ver lo que sucede después, aunque no están dispuestos a abandonar el momento presente. Imagínese: Un escritor que ya es uno de los mejores, toma riesgos y encuentra la manera de ser aún mejor».

#### Monte Unicornio
En esta novela, publicada por Arbor House y Williams Morrow en 1988, un hombre moribundo por sida es recibido por su primo, un ranchero en las montañas de Colorado. La premiada escritora Nancy Kress escribió sobre esta obra: «Michael Bishop ha logrado un hecho raro y sorprendente. Monte Unicornio teje con éxito tanto elementos fantásticos tradicionales como los unicornios con la tradición india y el todo contemporáneo». Orson Scott Card escribe por su parte que «el triunfo de esto, la novela más artística y el mayor éxito de Bishop hasta la fecha, es que se dispuso a hacer algo que es casi imposible en la ficción: escribió una novela sobre el nacimiento de una tribu ... para hacerlo, tenía que llevarnos a conocer y entender más personajes que los que la mayoría de los escritores producen en toda una carrera.» La pluma de John Clute enfatiza otro aspecto de la obra; «Michael Bishop, cuya voz es como un grito desde el fondo del pozo del enorme Sur, y cuyo corazón está en la mano, [maneja] Monte Unicornio para generar un cuento movilizador sobre un desastre ecológico, aquí y en otro mundo, el SIDA, la muerte de las culturas, la muerte de las especies, y el lento mar cambiante de Estados Unidos hacia parques temáticos».

#### La transfiguración del Conde Geiger
Xavier Thaxton, protagonista del La transfiguración del Conde Geiger (subtitulado "una comedia"; el título original, Count Geiger Blues, usa un juego de palabras con los dos significados de count: contador y conde, imposible de mantener en la traducción), es el redactor de bellas artes de un periódico en la ficticia metrópolis meridional de Salonika, (una versión alternativa, satírica de la Atlanta contemporánea, con una particularmente mala opinión de la cultura pop. Cuando se expone accidentalmente a residuos nucleares vertidos ilegalmente, la radiación lo transforma en un superhéroe (o, como dice Bishop en un "robusto"). Tom Easton, crítico de Analog escribió que «aquí es donde Bishop se tambalea. La sátira que ha creado cuidadosamente ahora se tambalea al borde de la farsa. Con toda propiedad decide arrancar de ese punto, pero luego la sátira se pierde. Se convierte en torpe y obvia». Faren Miller no está de acuerdo: «los libros de historietas más ambiciosos ya no son meramente cómicos - incluso pueden incorporar la tragedia en una crítica de la vida moderna salvaje y aguda, a su manera, como la sátira feroz de Dante, Infierno. La transfiguración del Conde Geiger también va más allá del humor - mucho más allá, en sus notables capítulos finales. Pero se basan en todo lo que ha pasado antes. En el desencadenamiento de un talento sorprendente para la comedia y un conocimiento amplio de la cultura pop en su absurdo esplendor, Michael Bishop ha escrito su hasta ahora mejor libro.»
John Kessel dijo «que la comedia es ciertamente un nuevo tono de Bishop, en el que demuestra su talento. Pero me parece que Bishop realmente no necesita escribir comedia».

#### Jugadas decisivas
Jugadas decisivas puede considerarse a todos los fines una secuela de Frankenstein de Mary Shelley. esta simple aseveración solo comienza a describir a este relato tan emocionalmente y creativamente complejo. La novela, publicada en 1994 por Bantam Books, intenta responder a preguntas como: ¿Qué pasa si la creación de tan denostado médico se las arregló para sobrevivir a su búsqueda del Ártico? o ¿Cómo iba a ser percibida en los tiempos modernos? Bishop lo ambienta en el sur profundo estadounidense durante la Segunda Guerra Mundial, jugando en las ligas menores de béisbol.
El escrito y crítico Brian Stableford escribió que «ningún lector potencial debe permitirse dejarse intimidar por la aparente extravagancia de su premisa ... No se pierde una imagen o frase en el texto, que es extraordinariamente rico y fácil de leer de principio a fin. Es un libro muy bien hecho ...». En cuanto a su relación con la novela de Shelley, Brian Stableford escribió Jugadas decisivas me parece la mejor secuela imaginable. El crítico de libros del New York Times se sintió incómodo con la mezcla: «el relato de béisbol es la verdadera razón para leer Jugadas decisivas: tiene una narrativa mejor y un mensaje más significativo que la trama sobre el monstruo literario y a veces agradable. La bella prosa del Sr. Bishop hace que valga la pena leer cada una de esta líneas argumentales, pero pertenecen a distintas novelas».
En su ensayo «De la esclavitud humana en Jugadas decisivas de Bishop», Joe Sanders compara al joven protagonista de Bishop con Philip Carey de la novela De la esclavitud humana de Somerset Maugham: «la lucha de Philip Carey hacia la madurez es dolorosamente desordenada... inconscientemente, él sabe lo que necesita: conectarse y luego liberarse de la libertad de la patria potestad para poder determinar sus propios objetivos en la vida. Danny Boles, (el protagonista de la novela de Bishop) con necesidades similares, ciertamente ya ha encontrado algo en que creer: el béisbol». Sanders concluye que «más aún, los personajes de Jugadas decisivas aprenden a ver los extremos de la vida y en su lucha por ver más, demuestran que el amor a veces puede llevar no a la esclavitud, sino a la libertad». La novela ganó el premio Locus por mejor obra de ciencia ficción en 1995, y fue nominada para los premios Hugo, World Fantasy y Campbell el mismo año.

### Selección de ficción breve
En su introducción a una entrevista con Michael Bishop, en referencia a su colección de relatos cortos, Nick Gevers escribió que «estos volúmenes, combinando lo exótico sublime y las descripciones familiares, humor satírico y tragedia sin fin, constituyen uno de los mejores logros de la historia de las obras cortas de ciencia ficción».
El escritor, crítico y a veces colaborador Paul Di Filippo escribió:

«Desde su primer relato corto publicado en 1970, Michael Bishop ha puesto de manifiesto una inteligencia inquisitiva espiritual, comprometida con los interrogantes morales. Aunque sus obras suelen estar llenas de la espectacularidad asociada con la ciencia ficción y los estremecimientos sutiles propios de la más terrestre fantasía, su foco permanece en el compromiso de los personajes con dilemas éticos que cualquier lector podría encontrar en su vida diaria. . . Mientras que sólo en ocasiones profundiza en temas explícitamente religiosos, la fe cristiana personal de Bishop es lo suficientemente amplia como para abarcar referencias al budismo, el sufismo y otros credos en todos sus escritos. . . Reconocido como uno de los mejores y más meticulosos cuentistas del género, Bishop tiene editadas a la fecha seis colecciones que constituyen tesoros tanto de la ciencia ficción como de la fantasía».

«El desafío», novela corta de Bishop ganadora del premio Nébula de 1981 es, según Brian Aldiss y David Wingrove «tal vez, una perfecta fábula moderna. Una fábula sobre los Estados Unidos y sus valores. Por la que se está derribando piedra a piedra un mundo echado a perder por los valores comerciales banales de la cultura americana.» Es la historia de un norteamericano ordinario que se despierta para encontrarse en Sevilla, España.Pronto descubre que la población del mundo se ha diseminado, creando un potente crisol de razas, etnias, culturas y lenguaje.
Un tema recurrente a través de la mayoría de las obras de Bishop (y especialmente en sus relatos cortos) es el rol de la religión en la vida diaria de la humanidad. Cuando varios lectores escribieron notas de protesta a la revista de ciencia ficción de Asimov por la publicación en 1983 de la novela de Bishop «El evangelio según Gamaliel Crucis», el mismo Isaac Asimov escribió una editoria defendiendo el trabajo y la decisión del editor de publicarla: «hemos tenido una historia extraordinaria que consideramos, muy valientemente, una idea importante, y nos pareció que la mayoría de los lectores reconocerían su legitimidad - si no a primera vista- al menos después de una reflexión madura».

### Libros

#### Novelas
- Un funeral para los ojos de fuego (1975) -- Nominado Premio Nébula 1975[13]
- Y extraño en Ecbátana los árboles (1976) (luego reeditada como Bajo las lunas destrozadas)
- Caras robadas (1977)
- Poco conocimiento (1977); primer libro de la serie «Núcleos urbanos».
- Años de catacumba (1979); segundo libro de la serie «Núcleos urbanos».
- Transfiguraciones (1979) (expansión de la novela «Muerte y dominación entre los Asadi») -- Nominado al BSFA, 1980[19]
- Ojos de fuego (1980) (revisión completa de su primera novela)
- Bajo el puente del cielo (1981, con Ian Watson)
- Sólo un enemigo: el tiempo (1982) -- ganador del Premio Nébula, nominado al BSFA, 1982;[2] Nominado al premio Campbell 1983[34])
- ¿Quien hizo a Stevie Crye? (1984)
- Anciano de los días (1985) -- Nominado para el Premio Arthur C. Clarke, 1988[40]
- La ascensión secreta (1987) (luego reeditado con el título origina del autor Desgraciadamente, Philip K. Dick ha muerto) -- nominado al premio Arthur C. Clarke, 1989[56]
- Monte Unicornio (1988) -- Premio Mythopoeic , nominado para el premio Locus Fantasy, 1989[56]
- El Blues del contador Geiger (1992)
- Turnos frágiles (1994) -- Premio Locus, Premio John W. Campbell Memorial[57]
- ¿Mataría para sonreír? (1998, con Paul Di Filippo, como "Philip Lawson"); primer libro de la serie "Will Keats"
- Muskrat Courage (2000, con Paul Di Filippo; segundo libro de la serie "Will Keats"

#### Colecciones de relatos
- Blooded on Arachne (1982), incluye las novelas “Las blancas nutrias de la niñez” y “Calle de sierpes”, nueve relatos y dos poemas de 1970 a 1978
- Invierno en el Edén (1984), incluye doce relatos de 1978 a 1983 con introducción de Thomas M. Disch
- Encuentros cercanos con la deidad (1986), que incluye la novela “El evangelio según Gamaliel Crucis” y trece relatos desde 1979 a 1986 con introducción de Isaac Asimov
- Enfáticamente no ciencia ficción, casi (1990), incluye nueve relatos de 1982 a 1987
- En los suburbios del destino (1996), incluye quince relatos desde 1982 a 1996 -- Nominado al premio Philip K. Dick, 1996[58]
- Cielo azul de Kansas (2000), cuatro novela de 1973 a 2000, incluyendo la primera publicación de la que da el título.
- Brillante a incandescente: 17 relatos (2003), compilación de relatos inéditos desde 1971 a 2003
- The Door Gunner and Other Perilous Flights of Fancy: A Michael Bishop Retrospective (2012), colección de 25 relatos y novelas de entre 1970 y 2009, 8 de las cuales son inéditas.

#### Antologías
- Cambios (1983, con Ian Watson)
- Años luminosos y oscuridad (1984) (Ganador del Premio Locus)
- Premios Nébula 23 (1989)
- Premios Nébula 24 (1990)
- Premios Nébula 25 (1991)
- Cruce de siglos (2007)
- Pasando por humano (2009, con Steven Utley)

#### Libros de miscelánea
- Ventanas y espejos (1977), colección de poesía
- Apartheid, supercuerdas, y Mordecai Thubana (1989), novela
- Pedazos de tiempo (1998), colección de poesía
- Un ensueño para el señor Ray (2005), colección de no ficción

### Principales relatos
- "Muerte y dominación entre los Asadi" (1973) (Nominado al premio Hugo y al premio Nébula)
- "Las blancas nutrias de la niñez" (1973) (Nominado al premio Hugo y al premio Nébula)
- "Odisea catadonia" (1974) (Nominado al premio Hugo)
- "Calle de sierpes" (1974) (Nominado al premio Nébula)
- "Tomate pícaro" (1975) (Nominada al premio Hugo)
- "El samurái y los sauces" (1976) (Ganador del premio Locus , nominado al premio Hugo y al premio Nébula)
- "La casa de la pasión compartida" (1977) (Nominado al premio Hugo)
- "Viejos moradores" (1978)
- "En las murallas de Tyre" (1978) (Nominado al premio World Fantasy)
- "Mañana primaveral" (1978) (Nominado al premio Nébula)
- "Época de creer" (1979) (dramatizado en Cuentos del lado oscuro)
- "Huérfanos de la guerra fría" (1980)
- "El desafío" (1981) (Nominado al premio Nébula)
- "El evangelio según Gamaliel Crucis" (1983) (Nominado al premio Nébula)
- "Su esposo homínido" (1983) (Ganador del premio Locus y nominado al premio Nébula)
- "La novia del mono (1983)
- "Vidas de perro (1984)
- "Regalo de las tierras grises" (1985) (Nominado al premio Hugo y al premio Nébula)
- "Por lo tanto, recuerdo Cartago" (1987)
- "Apartheid, Supercuerdas, y Mordecai Thubana" (1989) (Nominado al premio World Fantasy)
- "Las miniaturas Ommatidium" (1989) (Nominado al premio Nébula)
- "La vida como un rompecabezas" (1991) (Nominado al premio Nébula)
- "Cri de Coeur" (1994) (Nominado al premio Hugo)
- "Yo, Iscariote" (1995) (Nominado al premio Theodore Sturgeon Memorial)
- "Entre los controladores" (1996)
- "Secuela en Skorpiós" (1998)
- "Cielo azul de Kansas" (2000) (Nominado al premio World Fantasy)
- "El búho sacerdotal" (2003)
- "El portero" (2003) (Ganador del premio Southeastern Science Fiction Achievement)
- "El camino lleva de regreso" (2003)
- "Osos descubren obscenidades" (2005) (Ganador del premio Southeastern Science Fiction Achievement y nominado al premio British Science Fiction Association)
- "La pila" (2008) (Ganador del premio Shirley Jackson)
- "La ciudad tranquila como la muerte" (2009, con Steven Utley)

## Entrevistas
- El mundo profético de Michael Bishop, Atlanta Journal-Constitution Revista, 4 de abril de 1976: 8-10, 20 (entrevistado por Phil Garner)
- Michael Bishop: no hay dos como él, Locus #335, diciembre de 1988: 1, 65-66 (entrevistado por Charles N. Brown)
- Entrevista con Michael Bishop, Science Fiction Review #1, primavera de 1990: 42-43, 102 (entrevistado por Elton Elliott)
- Michael Bishop: someter a la serpiente, Locus #426, julio de 1996: 4-5, 73-74 (entrevistado por Charles N. Brown)
- In Prayer the Whisper of the Void octubre de 2000 (entrevistado por Nick Gevers, reeditado en The New York Review of Science Fiction #172, diciembre de 2002)
- Michael Bishop: bendición y maldición, Locus #526, noviembre de 2004: 8-9, 76-77 (entrevistado por Charles N. Brown)
- Entrevista con Michael Bishop (entrevistado por Kilian Melloy)
- Teamwork: Bishop, Crowther, Hutchins et al. (entrevistado por Sandy Auden)
- Entrevista con Michael Bishop, junio de 2010 (entrevistado por Francesco Troccoli)